# Lijst van senatoren uit Delaware

Zegel van de staat Delaware

Dit is een lijst van de senatoren voor de Amerikaanse staat Delaware. De senatoren voor Delaware zijn ingedeeld als Klasse I en Klasse II. De twee huidige senatoren voor Delaware zijn: Chris Coons senator sinds 2010 de (senior senator) en Lisa Blunt Rochester senator sinds 2025 de (junior senator), beiden lid van de Democratische Partij.
Prominenten die hebben gediend als senator voor Delaware zijn onder anderen: George Read (eerder president van Delaware), Caesar Augustus Rodney (eerder minister van Justitie), Louis McLane (later minister van Financiën en Buitenlandse Zaken), John Clayton (later minister van Buitenlandse Zaken), Thomas Bayard I (later minister van Buitenlandse Zaken), George Grey (later rechter voor het Hof van Beroep voor het 3e circuit), Richard Bassett (later rechter voor het Hof van Beroep voor het 3e circuit), Joshua Clayton (eerder president van Delaware) en Joe Biden (later president).
Maar liefst vijf senatoren voor Delaware waren lid van de Bayard-familie: Richard Bayard, James Bayard jr., Thomas Bayard I, Thomas Bayard II en James Bayard sr. en drie waren lid van de Clayton-familie: Thomas Clayton, John Clayton en Joshua Clayton.

## Klasse I
| Nr.    | Senator voor Delaware Senator from Delaware | Senator voor Delaware Senator from Delaware | Senator voor Delaware Senator from Delaware | Ambtstermijn     | Ambtstermijn      | Partij(en)   | Verkiezing(en) |
| ------ | ------------------------------------------- | ------------------------------------------- | ------------------------------------------- | ---------------- | ----------------- | ------------ | -------------- |
| 1      |                                             | George Read                                 | George Read (1722–1798)                     | 4 maart 1789     | 17 september 1793 | F            | 1788           |
| 1      | 1790                                        | George Read                                 | George Read (1722–1798)                     | 4 maart 1789     | 17 september 1793 | F            |                |
| Vacant |                                             |                                             |                                             |                  |                   |              |                |
| 2      |                                             | Henry Latimer                               | Henry Latimer (1752–1819)                   | 5 februari 1795  | 28 februari 1801  | F            | 1795           |
| 2      | 1797                                        | Henry Latimer                               | Henry Latimer (1752–1819)                   | 5 februari 1795  | 28 februari 1801  | F            |                |
| 3      |                                             | Samuel White                                | Samuel White (1770–1809)                    | 28 februari 1801 | 4 november 1809   | F            |                |
| 3      | 1803                                        | Samuel White                                | Samuel White (1770–1809)                    | 28 februari 1801 | 4 november 1809   | F            |                |
| 3      | 1809                                        | Samuel White                                | Samuel White (1770–1809)                    | 28 februari 1801 | 4 november 1809   | F            |                |
| Vacant |                                             |                                             |                                             |                  |                   |              |                |
| 4      |                                             |                                             | Outerbridge Horsey (1777–1842)              | 10 januari 1810  | 4 maart 1821      | F            | 1810           |
| 4      | 1815                                        |                                             | Outerbridge Horsey (1777–1842)              | 10 januari 1810  | 4 maart 1821      | F            |                |
| Vacant |                                             |                                             |                                             |                  |                   |              |                |
| 5      |                                             | Caesar Augustus Rodney                      | Caesar Augustus Rodney (1772–1824)          | 24 januari 1822  | 30 januari 1823   | DR           | 1822           |
| Vacant |                                             |                                             |                                             |                  |                   |              | 1822           |
| 6      |                                             | Thomas Clayton                              | Thomas Clayton (1777–1854)                  | 8 januari 1824   | 4 maart 1827      | DR           | 1824           |
| 7      |                                             | Louis McLane                                | Louis McLane (1786–1857)                    | 4 maart 1827     | 16 april 1829     | DR (1827–28) | 1827           |
| 7      | D (1828–29)                                 | Louis McLane                                | Louis McLane (1786–1857)                    | 4 maart 1827     | 16 april 1829     |              | 1827           |
| Vacant |                                             |                                             |                                             |                  |                   |              | 1827           |
| 8      |                                             | Arnold Naudain                              | Arnold Naudain (1790–1872)                  | 7 januari 1830   | 16 juni 1836      | NR (1830–33) | 1830           |
| 8      | 1832                                        | Arnold Naudain                              | Arnold Naudain (1790–1872)                  | 7 januari 1830   | 16 juni 1836      | NR (1830–33) |                |
| 8      | W (1833–36)                                 | Arnold Naudain                              | Arnold Naudain (1790–1872)                  | 7 januari 1830   | 16 juni 1836      |              |                |
| 9      |                                             | Richard Bayard                              | Richard Bayard (1796–1868)                  | 16 juni 1836     | 19 september 1839 | W            | 1836           |
| 9      | 1838                                        | Richard Bayard                              | Richard Bayard (1796–1868)                  | 16 juni 1836     | 19 september 1839 | W            |                |
| Vacant |                                             |                                             |                                             |                  |                   |              |                |
| (9)    |                                             | Richard Bayard                              | Richard Bayard (1796–1868)                  | 11 januari 1841  | 4 maart 1845      | W            | 1841           |
| 10     |                                             | John Clayton                                | John Clayton (1796–1856)                    | 4 maart 1845     | 8 maart 1849      | W            | 1845           |
| 11     |                                             | John Wales                                  | John Wales (1783–1863)                      | 8 maart 1849     | 4 maart 1851      | W            | 1849           |
| 12     |                                             | James Bayard jr.                            | James Bayard jr. (1799–1880)                | 4 maart 1851     | 30 januari 1864   | D            | 1851           |
| 12     | 1857                                        | James Bayard jr.                            | James Bayard jr. (1799–1880)                | 4 maart 1851     | 30 januari 1864   | D            |                |
| 12     | 1863                                        | James Bayard jr.                            | James Bayard jr. (1799–1880)                | 4 maart 1851     | 30 januari 1864   | D            |                |
| 13     |                                             | George Riddle                               | George Riddle (1817–1867)                   | 30 januari 1864  | 29 maart 1867     | D            | 1864           |
| Vacant |                                             |                                             |                                             |                  |                   |              | 1864           |
| 14     |                                             | James Bayard jr.                            | James Bayard jr. (1799–1880)                | 5 april 1867     | 4 maart 1869      | D            | 1864           |
| 14     | 1869 (1)                                    | James Bayard jr.                            | James Bayard jr. (1799–1880)                | 5 april 1867     | 4 maart 1869      | D            |                |
| 15     |                                             | Thomas Bayard I                             | Thomas Bayard I (1828–1898)                 | 4 maart 1869     | 8 maart 1885      | D            | 1869 (2)       |
| 15     | 1875                                        | Thomas Bayard I                             | Thomas Bayard I (1828–1898)                 | 4 maart 1869     | 8 maart 1885      | D            |                |
| 15     | 1881                                        | Thomas Bayard I                             | Thomas Bayard I (1828–1898)                 | 4 maart 1869     | 8 maart 1885      | D            |                |
| Vacant |                                             |                                             |                                             |                  |                   |              |                |
| 16     |                                             | George Grey                                 | George Grey (1840–1925)                     | 18 maart 1885    | 4 maart 1899      | D            | 1885           |
| 16     | 1887                                        | George Grey                                 | George Grey (1840–1925)                     | 18 maart 1885    | 4 maart 1899      | D            |                |
| 16     | 1893                                        | George Grey                                 | George Grey (1840–1925)                     | 18 maart 1885    | 4 maart 1899      | D            |                |
| Vacant |                                             |                                             |                                             |                  |                   |              |                |
| 17     |                                             | Heisler Ball                                | Heisler Ball (1861–1932)                    | 4 maart 1903     | 4 maart 1905      | R            | 1903           |
| Vacant |                                             |                                             |                                             |                  |                   |              |                |
| 18     |                                             | Henry du Pont                               | Henry du Pont (1838–1926)                   | 14 juni 1906     | 4 maart 1917      | R            | 1906           |
| 18     | 1911                                        | Henry du Pont                               | Henry du Pont (1838–1926)                   | 14 juni 1906     | 4 maart 1917      | R            |                |
| 19     |                                             | Josiah Wolcott                              | Josiah Wolcott (1877–1938)                  | 4 maart 1917     | 1 juli 1921       | D            | 1916           |
| Vacant |                                             |                                             |                                             |                  |                   |              | 1916           |
| 20     |                                             | Coleman du Pont                             | Coleman du Pont (1863–1930)                 | 8 juli 1921      | 6 november 1922   | R            | 1916           |
| Vacant |                                             |                                             |                                             |                  |                   |              | 1916           |
| 21     |                                             | Thomas Bayard II                            | Thomas Bayard II (1868–1942)                | 8 november 1922  | 4 maart 1929      | D            | 1922 (1)       |
| 21     | 1922 (2)                                    | Thomas Bayard II                            | Thomas Bayard II (1868–1942)                | 8 november 1922  | 4 maart 1929      | D            |                |
| 22     |                                             | John Townsend                               | John Townsend (1871–1964)                   | 4 maart 1929     | 3 januari 1941    | R            | 1928           |
| 22     | 1934                                        | John Townsend                               | John Townsend (1871–1964)                   | 4 maart 1929     | 3 januari 1941    | R            |                |
| 23     |                                             | James Tunnell                               | James Tunnell (1879–1957)                   | 3 januari 1941   | 3 januari 1947    | D            | 1940           |
| 24     |                                             | Willie Williams                             | Willie Williams (1904–1988)                 | 3 januari 1947   | 1 januari 1971    | R            | 1946           |
| 24     | 1952                                        | Willie Williams                             | Willie Williams (1904–1988)                 | 3 januari 1947   | 1 januari 1971    | R            |                |
| 24     | 1958                                        | Willie Williams                             | Willie Williams (1904–1988)                 | 3 januari 1947   | 1 januari 1971    | R            |                |
| 24     | 1964                                        | Willie Williams                             | Willie Williams (1904–1988)                 | 3 januari 1947   | 1 januari 1971    | R            |                |
| 25     |                                             | William Roth                                | William Roth (1921–2003)                    | 1 januari 1971   | 3 januari 2001    | R            |                |
| 25     | R                                           | William Roth                                | William Roth (1921–2003)                    | 1 januari 1971   | 3 januari 2001    | 1970         |                |
| 25     | R                                           | William Roth                                | William Roth (1921–2003)                    | 1 januari 1971   | 3 januari 2001    | 1976         |                |
| 25     | R                                           | William Roth                                | William Roth (1921–2003)                    | 1 januari 1971   | 3 januari 2001    | 1982         |                |
| 25     | R                                           | William Roth                                | William Roth (1921–2003)                    | 1 januari 1971   | 3 januari 2001    | 1988         |                |
| 25     | R                                           | William Roth                                | William Roth (1921–2003)                    | 1 januari 1971   | 3 januari 2001    | 1994         |                |
| 26     |                                             | Tom Carper                                  | Tom Carper (1947)                           | 3 januari 2001   | 3 januari 2025    | D            | 2000           |
| 26     | 2006                                        | Tom Carper                                  | Tom Carper (1947)                           | 3 januari 2001   | 3 januari 2025    | D            |                |
| 26     | 2012                                        | Tom Carper                                  | Tom Carper (1947)                           | 3 januari 2001   | 3 januari 2025    | D            |                |
| 26     | 2018                                        | Tom Carper                                  | Tom Carper (1947)                           | 3 januari 2001   | 3 januari 2025    | D            |                |
| 27     |                                             | Lisa Blunt Rochester                        | Lisa Blunt Rochester (1962)                 | 3 januari 2025   | heden             | D            | 2024           |

## Klasse II
| Nr.    | Senator voor Delaware Senator from Delaware | Senator voor Delaware Senator from Delaware | Senator voor Delaware Senator from Delaware | Ambtstermijn     | Ambtstermijn     | Partij(en)   | Verkiezing(en) |
| ------ | ------------------------------------------- | ------------------------------------------- | ------------------------------------------- | ---------------- | ---------------- | ------------ | -------------- |
| 1      |                                             | Richard Bassett                             | Richard Bassett (1745–1815)                 | 4 maart 1789     | 4 maart 1793     | DR (1789–91) | 1788           |
| 1      | F (1791–93)                                 | Richard Bassett                             | Richard Bassett (1745–1815)                 | 4 maart 1789     | 4 maart 1793     |              | 1788           |
| 2      |                                             | John Vining                                 | John Vining (1758–1802)                     | 4 maart 1793     | 20 januari 1798  | F            | 1793           |
| 3      |                                             | Joshua Clayton                              | Joshua Clayton (1744–1798)                  | 20 januari 1798  | 11 augustus 1798 | F            | 1798           |
| Vacant |                                             |                                             |                                             |                  |                  |              | 1798           |
| 4      |                                             | William Wells                               | William Wells (1769–1829)                   | 19 januari 1799  | 6 november 1804  | F            | 1799 (1)       |
| 4      | 1799 (2)                                    | William Wells                               | William Wells (1769–1829)                   | 19 januari 1799  | 6 november 1804  | F            |                |
| Vacant |                                             |                                             |                                             |                  |                  |              |                |
| 5      |                                             | James Bayard sr.                            | James Bayard sr. (1767–1815)                | 14 november 1804 | 4 maart 1813     | F            | 1804           |
| 5      | 1805                                        | James Bayard sr.                            | James Bayard sr. (1767–1815)                | 14 november 1804 | 4 maart 1813     | F            |                |
| 5      | 1811                                        | James Bayard sr.                            | James Bayard sr. (1767–1815)                | 14 november 1804 | 4 maart 1813     | F            |                |
| Vacant |                                             |                                             |                                             |                  |                  |              |                |
| 6      |                                             | William Wells                               | William Wells (1769–1829)                   | 20 mei 1813      | 4 maart 1817     | F            | 1813           |
| 7      |                                             | Nicholas Van Dyke                           | Nicholas Van Dyke (1770–1826)               | 4 maart 1817     | 4 maart 1823     | F            | 1817           |
| Vacant |                                             |                                             |                                             |                  |                  |              |                |
| (7)    |                                             | Nicholas Van Dyke                           | Nicholas Van Dyke (1770–1826)               | 8 januari 1824   | 21 mei 1826      | F            | 1824           |
| Vacant |                                             |                                             |                                             |                  |                  |              | 1824           |
| 8      |                                             | Daniel Rodney                               | Daniel Rodney (1764–1846)                   | 8 november 1826  | 13 januari 1827  | F            | 1824           |
| 9      |                                             | Henry Ridgely                               | Henry Ridgely (1779–1847)                   | 13 januari 1827  | 4 maart 1829     | DR (1827–28) | 1827           |
| 9      | D (1828–29)                                 | Henry Ridgely                               | Henry Ridgely (1779–1847)                   | 13 januari 1827  | 4 maart 1829     |              | 1827           |
| 10     |                                             | John Clayton                                | John Clayton (1796–1856)                    | 4 maart 1829     | 30 december 1836 | NR (1829–33) | 1829           |
| 10     | W (1833–36)                                 | John Clayton                                | John Clayton (1796–1856)                    | 4 maart 1829     | 30 december 1836 |              | 1829           |
| 10     | 1835                                        | John Clayton                                | John Clayton (1796–1856)                    | 4 maart 1829     | 30 december 1836 |              |                |
| Vacant |                                             |                                             |                                             |                  |                  |              |                |
| 11     |                                             | Thomas Clayton                              | Thomas Clayton (1777–1854)                  | 10 januari 1837  | 4 maart 1847     | W            | 1837           |
| 11     | 1841                                        | Thomas Clayton                              | Thomas Clayton (1777–1854)                  | 10 januari 1837  | 4 maart 1847     | W            |                |
| 12     |                                             | Presley Spruance                            | Presley Spruance (1785–1863)                | 4 maart 1847     | 4 maart 1853     | W            | 1847           |
| 13     |                                             | John Clayton                                | John Clayton (1796–1856)                    | 4 maart 1853     | 9 november 1856  | W (1853–54)  | 1853           |
| 13     | R (1854–56)                                 | John Clayton                                | John Clayton (1796–1856)                    | 4 maart 1853     | 9 november 1856  |              | 1853           |
| Vacant |                                             |                                             |                                             |                  |                  |              | 1853           |
| 14     |                                             | Joseph Comegys                              | Joseph Comegys (1813–1893)                  | 20 november 1856 | 15 januari 1857  | R            | 1853           |
| 15     |                                             | Martin Bates                                | Martin Bates (1786–1869)                    | 15 januari 1857  | 4 maart 1859     | D            | 1857           |
| 16     |                                             | Willard Saulsbury sr.                       | Willard Saulsbury sr. (1820–1892)           | 4 maart 1859     | 4 maart 1871     | D            | 1858           |
| 16     | 1864                                        | Willard Saulsbury sr.                       | Willard Saulsbury sr. (1820–1892)           | 4 maart 1859     | 4 maart 1871     | D            |                |
| 17     |                                             | Eli Saulsbury                               | Eli Saulsbury (1817–1893)                   | 4 maart 1871     | 4 maart 1889     | D            | 1870           |
| 17     | 1876                                        | Eli Saulsbury                               | Eli Saulsbury (1817–1893)                   | 4 maart 1871     | 4 maart 1889     | D            |                |
| 17     | 1883                                        | Eli Saulsbury                               | Eli Saulsbury (1817–1893)                   | 4 maart 1871     | 4 maart 1889     | D            |                |
| 18     |                                             | Anthony Higgins                             | Anthony Higgins (1840–1912)                 | 4 maart 1889     | 4 maart 1895     | R            | 1889           |
| Vacant |                                             |                                             |                                             |                  |                  |              |                |
| 19     |                                             | Richard Kenney                              | Richard Kenney (1856–1931)                  | 20 januari 1897  | 4 maart 1901     | D            | 1897           |
| Vacant |                                             |                                             |                                             |                  |                  |              |                |
| 20     |                                             | Frank Allee                                 | Frank Allee (1857–1937)                     | 4 maart 1903     | 4 maart 1907     | R            | 1903           |
| 21     |                                             | Harry Richardson                            | Harry Richardson (1853–1928)                | 4 maart 1907     | 4 maart 1913     | R            | 1907           |
| 22     |                                             | Willard Saulsbury jr.                       | Willard Saulsbury jr. (1861–1927)           | 4 maart 1913     | 4 maart 1919     | D            | 1913           |
| 23     |                                             | Heisler Ball                                | Heisler Ball (1861–1932)                    | 4 maart 1919     | 4 maart 1925     | R            | 1918           |
| 24     |                                             | Coleman du Pont                             | Coleman du Pont (1863–1930)                 | 4 maart 1925     | 8 december 1928  | R            | 1924           |
| Vacant |                                             |                                             |                                             |                  |                  |              | 1924           |
| 25     |                                             | Daniel Hastings                             | Daniel Hastings (1874–1966)                 | 10 december 1928 | 3 januari 1937   | R            | 1924           |
| 25     | 1930                                        | Daniel Hastings                             | Daniel Hastings (1874–1966)                 | 10 december 1928 | 3 januari 1937   | R            |                |
| 26     |                                             | James Hughes                                | James Hughes (1867–1953)                    | 3 januari 1937   | 3 januari 1943   | D            | 1936           |
| 27     |                                             | Douglass Buck                               | Douglass Buck (1890–1965)                   | 3 januari 1943   | 3 januari 1949   | R            | 1942           |
| 28     |                                             | Allen Frear                                 | Allen Frear (1903–1993)                     | 3 januari 1949   | 3 januari 1961   | D            | 1948           |
| 28     | 1954                                        | Allen Frear                                 | Allen Frear (1903–1993)                     | 3 januari 1949   | 3 januari 1961   | D            |                |
| 29     |                                             | Caleb Boggs                                 | Caleb Boggs (1909–1993)                     | 3 januari 1961   | 3 januari 1973   | R            | 1960           |
| 29     | 1966                                        | Caleb Boggs                                 | Caleb Boggs (1909–1993)                     | 3 januari 1961   | 3 januari 1973   | R            |                |
| 30     |                                             | Joe Biden                                   | Joe Biden (1942)                            | 3 januari 1973   | 15 januari 2009  | D            | 1972           |
| 30     | 1978                                        | Joe Biden                                   | Joe Biden (1942)                            | 3 januari 1973   | 15 januari 2009  | D            |                |
| 30     | 1984                                        | Joe Biden                                   | Joe Biden (1942)                            | 3 januari 1973   | 15 januari 2009  | D            |                |
| 30     | 1990                                        | Joe Biden                                   | Joe Biden (1942)                            | 3 januari 1973   | 15 januari 2009  | D            |                |
| 30     | 1996                                        | Joe Biden                                   | Joe Biden (1942)                            | 3 januari 1973   | 15 januari 2009  | D            |                |
| 30     | 2002                                        | Joe Biden                                   | Joe Biden (1942)                            | 3 januari 1973   | 15 januari 2009  | D            |                |
| 30     | 2008                                        | Joe Biden                                   | Joe Biden (1942)                            | 3 januari 1973   | 15 januari 2009  | D            |                |
| 31     |                                             | Ted Kaufman                                 | Ted Kaufman (1939)                          | 15 januari 2009  | 15 november 2010 | D            |                |
| 32     |                                             | Chris Coons                                 | Chris Coons (1963)                          | 15 november 2010 | heden            | D            | 2010           |
| 32     | 2014                                        | Chris Coons                                 | Chris Coons (1963)                          | 15 november 2010 | heden            | D            |                |
| 32     | 2020                                        | Chris Coons                                 | Chris Coons (1963)                          | 15 november 2010 | heden            | D            |                |

Alabama: Tuberville (R) · Britt (R)
Alaska: Murkowski (R) · Sullivan (R)
Arizona: Kelly (D) · Gallego (D)
Arkansas: Boozman (R) · Cotton (R)
Californië: Padilla (D) · Schiff (D)
Colorado: Bennet (D) · Hickenlooper (D)
Connecticut: Blumenthal (D) · Murphy (D)
Delaware: Coons (D) · Blunt Rochester (D)
Florida: R. Scott (R) · Moody (R)
Georgia: Ossoff (D) · Warnock (D)
Hawaï: Schatz (D) · Hirono (D)
Idaho: Crapo (R) · Risch (R)
Illinois: Durbin (D) · Duckworth (D)
Indiana: Young (R) · Banks (R)
Iowa: Grassley (R) · Ernst (R)
Kansas: Moran (R) · Marshall (R)
Kentucky: McConnell (R) · Paul (R)
Louisiana: Cassidy (R) · Kennedy (R)
Maine: Collins (R) · King (O)
Maryland: Van Hollen (D) · Alsobrooks (D)
Massachusetts: Warren (D) · Markey (D)
Michigan: Peters (D) · Slotkin (D)
Minnesota: Klobuchar (D) · Smith (D)
Mississippi: Wicker (R) · Hyde-Smith (R)
Missouri: Hawley (R) · Schmitt (R)
Montana: Daines (R) · Sheehy (R)
Nebraska: Fischer (R) · Ricketts (R)
Nevada: Cortez Masto (D) · Rosen (D)
New Hampshire: Shaheen (D) · Hassan (D)
New Jersey: Booker (D) · Kim (D)
New Mexico: Heinrich (D) · Luján (D)
New York: Schumer (D) · Gillibrand (D)
North Carolina: Tillis (R) · Budd (R)
North Dakota: Hoeven (R) · Cramer (R)
Ohio: Moreno (R) · Husted (R)
Oklahoma: Lankford (R) · Mullin (R)
Oregon: Wyden (D) · Merkley (D)
Pennsylvania: Fetterman (D) · McCormick (R)
Rhode Island: Reed (D) · Whitehouse (D)
South Carolina: Graham (R) · T. Scott (R)
South Dakota: Thune (R) · Rounds (R)
Tennessee: Blackburn (R) · Hagerty (R)
Texas: Cornyn (R) · Cruz (R)
Utah: Lee (R) · Curtis (R)
Vermont: Sanders (O) · Welch (D)
Virginia: Warner (D) · Kaine (D)
Washington: Murray (D) · Cantwell (D)
West Virginia: Moore Capito (R) · Justice (R)
Wisconsin: Johnson (R) · Baldwin (D)
Wyoming: Barrasso (R) · Lummis (R)
(D): Democraat · (R): Republikein · (O): Onafhankelijk